# آيليت
آيليت (بالكورية: 아일릿)‏ (بالإنجليزية: Illit) هي فرقة فتيات كورية جنوبية تم تشكيلها بواسطة وكالة "بيليفت لاب" وهي علامة فرعية من شركة هايب، من خلال برنامج على آر يو نيكست على جاي تي بي سي. تتكون الفرقة من خمس عضوات: يوناه ومينجو وموكا وونهي وإيروها. ظهرت الفرقة لأول مرة في 25 مارس 2024، مع الأسطوانة سوبر ريل مي.

## المسيرة
حققت فرقة "آيليت" شهرة عالمية بعد تأسيسها عام 2024، حيث أدرجت أغنيتها الأولى "Magnetic" في قائمتي "بيلبورد هوت 100" الأمريكية و"توب 100" البريطانية، لتصبح الفرقة هي الأولى في دخول كلتا القائمتين بأول أغنية منفردة لها. في عام 2025 اصبحت فرقة "آيليت" أول فرقة فتيات كورية تقدم عرضا في مهرجان "روك إن جابان" في اليابان.
في 16 يونيو 2025، اصدرت الفرقة ألبومها الثالث بعنوان "bomb".